# Graz Giants 2007
Questa voce raccoglie le informazioni riguardanti i Graz Giants nelle competizioni ufficiali della stagione 2007.

## Austrian Football League 2007

### Stagione regolare
| Innsbruck 24 marzo 2007, ore 15:00 1ª giornata | Tirol Raiders | 20 – 35 (6-0 6-14 0-7 8-14) | Graz Giants | Tivoli-Neu Stadion |

| Graz 31 marzo 2007, ore 14:00 2ª giornata | Graz Giants | 23 – 6 (0-0 3-6 13-0 7-0) | Carinthian Black Lions | Stadion Eggenberg |

| Villaco 21 aprile 2007, ore 15:30 4ª giornata | Carinthian Black Lions | 23 – 14 (0-7 7-0 13-0 3-7) | Graz Giants | Stadion Villach-Lind |

| Graz 28 aprile 2007, ore 16:00 5ª giornata | Graz Giants | 49 – 21 (14-0 21-14 7-7 7-0) | Tirol Raiders | Stadion Eggenberg |

| Vienna 6 maggio 2007, ore 16:00 6ª giornata | Vienna Vikings | 49 – 21 (14-0 14-7 14-0 7-14) | Graz Giants | Hohe Warte Stadion |

| Graz 19 maggio 2007, ore 16:00 7ª giornata | Graz Giants | 18 – 27 (6-7 6-10 6-3 0-7) | Vienna Vikings | Stadion Eggenberg |

| Graz 2 giugno 2007, ore 17:00 8ª giornata | Graz Giants | 27 – 21 (13-7 8-0 6-8 0-0) | Danube Dragons | Stadion Eggenberg |

| Hohenems 9 giugno 2007, ore 17:15 9ª giornata | Cineplexx Blue Devils | 20 – 33 (0-13 7-13 7-0 6-7) | Graz Giants | Stadion Herrenried |

### Playoff
| Vienna 14 luglio 2007, ore 19:45 Austrian Bowl | Vienna Vikings | 42 – 14 (6-0 15-14 7-0 14-0)                                                                | Graz Giants | Hohe Warte Stadion (5000 spett.) |
| Kramberger Q1 ( FG ) 33yd Kramberger Q1 ( FG ) 41yd Pointner Q2 ( TD ) 8yd pass from Atwood Atwood Q2 ( tpc ) rush Widner Q4 ( TD ) 27yd pass from Atwood Kramberger Q2 ( pat ) Graham Q3 ( TD ) 11yd run Kramberger Q3 ( pat ) Atwood Q4 ( TD ) 4yd run Kramberger Q4 ( pat ) Asiladab Q4 ( TD ) 46yd pass from Atwood Kramberger Q4 ( pat ) Marcatori Geier Q2 ( TD ) 4yd pass from Ricks Kipperer Q1 ( pat ) Mittl Q2 ( TD ) 4yd run Kipperer Q2 ( pat ) |                |                                                                                             |             |                                  |
| |                |                                                                                             |             |                                  |
| Kramberger Q1 (FG) 33yd Kramberger Q1 (FG) 41yd Pointner Q2 (TD) 8yd pass from Atwood Q2 (tpc) rush Widner Q4 (TD) 27yd pass from Atwood Kramberger Q2 (pat) Graham Q3 (TD) 11yd run Kramberger Q3 (pat) Atwood Q4 (TD) 4yd run Kramberger Q4 (pat) Asiladab Q4 (TD) 46yd pass from Atwood Kramberger Q4 (pat) | Marcatori      | Geier Q2 (TD) 4yd pass from Ricks Kipperer Q1 (pat) Mittl Q2 (TD) 4yd run Kipperer Q2 (pat) |             |                                  |

## Statistiche di squadra
| Competizione      | %Vittorie | In casa | In casa | In casa | In casa | In casa | In casa | In trasferta | In trasferta | In trasferta | In trasferta | In trasferta | In trasferta | Totale | Totale | Totale | Totale | Totale | Totale |
| Competizione      | %Vittorie | G       | V       | N       | P       | Pf      | Ps      | G            | V            | N            | P            | Pf           | Ps           | G      | V      | N      | P      | Pf     | Ps     |
| ----------------- | --------- | ------- | ------- | ------- | ------- | ------- | ------- | ------------ | ------------ | ------------ | ------------ | ------------ | ------------ | ------ | ------ | ------ | ------ | ------ | ------ |
| Stagione regolare | .625      | 4       | 3       | 0       | 1       | 117     | 75      | 4            | 2            | 0            | 2            | 103          | 112          | 8      | 5      | 0      | 3      | 220    | 187    |
| Playoff           | .000      | 0       | 0       | 0       | 0       | 0       | 0       | 1            | 0            | 0            | 1            | 14           | 42           | 1      | 0      | 0      | 1      | 14     | 42     |
| Totale            | .556      | 4       | 3       | 0       | 1       | 117     | 75      | 5            | 2            | 0            | 3            | 117          | 154          | 9      | 5      | 0      | 4      | 234    | 229    |